# پناهگاه صخره‌ای بابا میدان
پناهگاه صخره‌ای بابا میدان مربوط به دوران فرادیرینه‌سنگی است و در شهرستان ممسنی، بخش رستم، دهستان رستم ۱، ۳ کیلومتری شمال غرب روستای بابا میدان واقع شده و این اثر در تاریخ ۳۰ بهمن ۱۳۸۶ با شمارهٔ ثبت ۲۰۸۵۵ به‌عنوان یکی از آثار ملی ایران به ثبت رسیده است.